# Noora Tulus
Noora Tulus är en ishockeyspelare från Vanda i Finland som spelar för Luleå HF/MSSK i Svenska damhockeyligan samt i Finlands damlandslag. Hennes moderklubb är Kiekko-Vantaa. Tulus har med det finska landslaget vunnit ett OS-brons och två VM-brons. Med Esbo Blues har hon vunnit Finska mästerskapen i ishockey vid två tillfällen och med Luleå HF/MSSK de svenska mästerskapen fem gånger.